# Język tawoyan
Język tawoyan (a. tewoyan), także: tawoyan dayak, taboyan (a. tabojan, tabuyan) – język austronezyjski używany w prowincji Borneo Środkowe w Indonezji, przez grupę ludności w kabupatenie Barito Utara.
Według danych z 1981 roku posługuje się nim 20 tys. osób. Różnice dialektalne nie są zbyt znaczące. Tawoyan jest blisko spokrewniony z językiem lawangan, z którym tworzy wspólną grupę w ramach języków barito wschodnich.
Powszechna jest wielojęzyczność (w użyciu są również języki: indonezyjski, bakumpai, ma’anyan, lawangan i bayan). W tawoyan zaznaczyły się wpływy tych języków. Niemniej odnotowano, że tawoyan ma duży prestiż w samej społeczności i bywa wykorzystywany w różnych sferach życia (również w sytuacjach formalnych).
Został opisany w postaci opracowań z końca XX wieku (1989, 1992)  . Wcześniej nie był bliżej badany. Tradycja literacka ogranicza się do przekazu ustnego. Bywa zapisywany alfabetem łacińskim.